# NGC 7536
NGC 7536 este o galaxie situată în constelația Pegas. A fost descoperită în 29 septembrie 1886 de către Lewis A. Swift. Se află la o distanță de 56,49 de megaparseci de Pământ.